# Alex Wilkinson
Alexander William „Alex“ Wilkinson (* 13. August 1984 in Sydney) ist ein australischer Fußballspieler.

## Karriere

### Verein
Wilkinson begann seine Spielerkarriere im Herrenbereich in der National Soccer League (NSL) bei Northern Spirit FC, für die er bis zur Einstellung der Liga im Jahre 2004 45 Einsätze absolvierte. Im Anschluss hielt er sich in den Staatsligen von New South Wales fit, bevor er nach Schaffung der australischen Profispielklasse A-League bei den Central Coast Mariners unterschrieb. Dort war er unter Trainer Lawrie McKinna von Beginn an in der Innenverteidigung gesetzt und stieg 2007 zum Mannschaftskapitän auf. 2006 und 2008 erreichte er mit den Mariners das Meisterschaftsfinale, beide Male unterlag man dort aber mit 0:1 (gegen Sydney FC bzw. Newcastle United Jets). Mit 172 Einsätzen in der A-League war Wilkinson zum Zeitpunkt seines Abgangs Rekordspieler der Mariners.
Im Juli 2012 wechselte Wilkinson zum koreanischen Klub Jeonbuk Hyundai Motors. Dort erreichte er in der Saison 2012 die Vizemeisterschaft sowie in den Jahren 2014 und 2015 die koreanische Meisterschaft. Anfang 2016 verließ er Südkorea und kehrte zum Melbourne City FC in sein Heimatland zurück. Mitte 2016 verpflichtete ihn der Sydney FC. Dort konnte er die Meisterschaft 2017 gewinnen.

### Nationalmannschaft
Wilkinson repräsentierte mehrfach australischen Juniorennationalteams. 2001 gewann er mit der australischen U-17-Auswahl problemlos das ozeanische WM-Qualifikationsturnier und gehörte anschließend zum Aufgebot bei der U-17-Weltmeisterschaft 2001 in Trinidad und Tobago. Er stand beim Erreichen des Viertelfinals in allen vier Turnierpartien seines Teams in der Startaufstellung und wurde von der Technischen Studien-Gruppe der FIFA, wie auch sein Partner in der Innenverteidigung, Matthew Hunter, zu den Schlüsselspielern der australischen Auswahl gezählt.
2002 gewann er mit der U-20-Auswahl das Qualifikationsturnier für die Junioren-Weltmeisterschaft 2003 in den Vereinigten Arabischen Emiraten und gehörte auch dort zu den Stammspielern im Aufgebot von Jugendnationaltrainer Ange Postecoglou. Gemeinsam mit Kapitän David Tarka bildete er während des Turniers das Innenverteidigerduo, unter anderem beim 3:2-Erfolg über den späteren Weltmeister Brasilien. Das Turnier endete für das australische Team im Achtelfinale nach einer 0:1-Niederlage gegen den Gastgeber.
In den folgenden Jahren wurde Wilkinson mehrfach in Trainingslager der australischen A-Nationalelf eingeladen, zu einer Länderspiel-Nominierung reichte es allerdings nicht.